# Microodes
Microodes is een geslacht van kevers uit de familie van de loopkevers (Carabidae). De wetenschappelijke naam van het geslacht is voor het eerst geldig gepubliceerd in 1949 door Jeannel.

## Soorten
Het geslacht Microodes omvat de volgende soorten:
- Microodes altostriatus Lecordier & Girard, 1987
- Microodes artus Lecordier, 1990
- Microodes decorsei (Alluaud, 1936)
- Microodes deflexus Lecordier & Girard, 1987
- Microodes mirei Lecordier & Girard, 1987
- Microodes nanus (Peringuey, 1896)